# میلان سوشاک
میلان سوشاک (به انگلیسی: Milan Susak) (متولد ۲۹ ژانویه ۱۹۸۴)، مدافع فوتبال اهل کشور استرالیا می‌باشد.
او هم‌اکنون عضو تیم فوتبال بنگال شرقی می‌باشد.

## افتخارات
باشگاهی
- قهرمانی در جام حذفی ۹۲-۱۳۹۱ به همراه تیم سپاهان اصفهان